# A-0 (limbaj de programare)
Sistemul A-0 (Limbaj Aritmetic versiunea 0), scris de Grace Murray Hopper în 1951 și 1952 pentru UNIVAC I, a fost un instrument de compilat dezvoltat pentru computerele electronice. A-0 a funcționat mai mult ca un încărcător sau un linker decât noțiunea modernă a unui compilator. Un program a fost specificat ca o succesiune de subrutine și argumente. Subrutinele au fost identificate printr-un cod numeric, iar argumentele pentru subrutine au fost scrise direct după fiecare cod de subrutină. Sistemul A-0 a convertit specificația în cod-mașină care ar putea fi introdus in calculator a doua oară pentru a executa programul menționat. 
Sistemul A-0 a fost urmat de A-1, A-2, A-3 (realizat ca ARITH-MATIC), AT-3 (realizat ca MATH-MATIC) si B-0 (realizat ca FLOW-MATIC).
Sistemul A-2 a fost dezvoltat la divizia UNIVAC în 1953 și a fost lansat clienților până la sfârșitul aceluiași an. Clienților li s-a oferit codul sursă pentru A-2 și au fost invitați să trimită îmbunătățirile înapoi la UNIVAC. Astfel, A-2 a fost un exemplu timpuriu de software liber și cu sursă deschisă.